# 李水京
李水京（韓語：이수경，1982年3月13日—），韓國女演員、模特兒。

## 演出作品

### 電視劇
- 2004年：KBS《你會知道的》飾 羅娜卿
- 2005年：SBS《老天爺啊，請給我愛！》飾 具雪兒
- 2006年：MBC《通貞》飾 碧貞
- 2006年：MBC《靈魂伴侶》飾 水京
- 2007年：KBS《媳婦的全盛時代》飾 趙美珍
- 2008年：MBC《大韓民國的律師》飾 吳宜靜
- 2009年：SBS《愛你千萬次》飾 高恩妮
- 2010年：KBS《國家的呼喚》飾 吳荷娜
- 2010年：SBS《大物》飾 張世珍
- 2011年：MBC《絕不認輸》飾 殷熙秀（特別演出）
- 2011年：MBN《來了來了終於來了》飾 裴秀珍
- 2011年：Channel A《女人的色彩》飾 王珍珠
- 2013年：MBC《金子輕鬆出來吧》飾 閔成恩
- 2013年：tvN《一起吃飯吧》飾 李水京
- 2015年：MBC《像你的女兒》飾 馬仁星
- 2016年：MBC《My Little Baby》飾 韓藝瑟
- 2016年：tvN《打架吧鬼神》飾 申秀景（特別演出）
- 2016年：MBC《爸爸，我來伺候你》飾 韓廷恩
- 2018年：tvN《金秘書為何那樣》飾 崔女士年輕時候（特別演出）
- 2019年：KBS《左撇子妻子》飾 吳潸河／吳嘉瑪
- 2024年：KBS《狗之聲》飾 金彗京

### 綜藝節目
- 2008年：SBS《家族誕生》EP26
- 2016年：MBC《我獨自生活》EP184
- 2017年：JTBC《請給一頓飯Show》EP29
- 2017年5月15日、5月22日：JTBC《 拜託了冰箱 》 Ep130、131
- 2017年6月3日：JTBC《認識的哥哥》Ep78
- 2017年9月15日、9月22日、11月3日、11月15日、11月22日：tvN《需要對話的狗貓》Ep1、Ep2、Ep8、Ep9、Ep10
- 2018年6月10日：tvN《秘密的庭院》Ep3

### 電影
- 2005年：《夢精記2》
- 2006年：《老千》
- 2007年：《Rainbow Eyes（朝鲜语：가면 (2007년 영화)）》（又譯：面具，假面 Gamyeon）飾演 車秀珍
- 2008年：《浪漫島嶼》
- 2009年：《三角鈴》

### MV
- 2007年：Soul Star《我們離別的時刻》

## 獲獎紀錄
- 2007年：KBS演技大賞－女新人賞（媳婦的全盛時代）
- 2007年：KBS演技大賞－最佳情侶賞（媳婦的全盛時代，& 金智勳）
- 2009年：SBS演技大賞－十大明星賞（愛你千萬次）
- 2010年：SBS演技大賞－Drama Special部門 女配角賞（大物）

## 外部連結
- 李水京的Instagram帳戶
- 官方網站 